# Матвеев, Семён Кузьмич
Семён Кузьми́ч Матве́ев (1878 — ?) — член Государственной думы II созыва от Подольской губернии, крестьянин.

## Биография

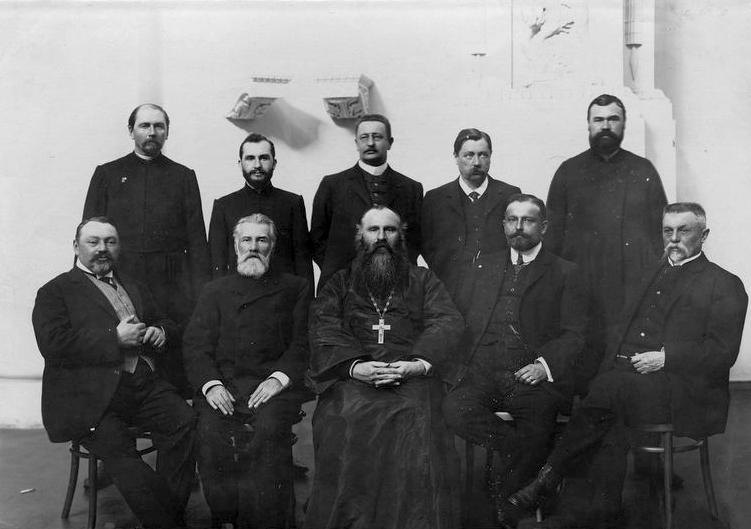
Депутаты Государственной думы II созыва от Подольской губернии. Стоят: Соловей А. А., Неизвестный-1, Неизвестный-2, Мороз П. С., Туперко С. Т.; сидят: Семёнов А. И., Лисовский В. К., Дидурык А. И., Гриневич А. И., Рогожа П. М., Матвеев С. К., Зубченко П. С., Дубонос Ф. Ф.

Православный, крестьянин села Калитинецкой Дахновки Проскуровского уезда.
Начальное образование получил дома. Занимался земледелием (имел надел).
В феврале 1907 года был избран во II Государственную думу от Подольской губернии. Входил в Трудовую группу и фракцию Крестьянского союза, а также в Украинскую громаду. Активного участия в работе Думы не принимал.
Судьба после роспуска II Думы неизвестна.